# Alexánder Obando
Alexánder Obando Bolaños (San José, 14 de julio de 1958 - California, 15 de septiembre de 2020) fue un narrador y poeta costarricense.

## Biografía
Alexánder Obando Bolaños nació en Costa Rica en 1958, pero parte de su niñez y adolescencia vivió en Estados Unidos. En ambos países realizó estudios de Inglés. De 1985 a 1994 colaboró con varios talleres de poesía, tales como el Taller de Literatura Activa Eunice Odio, el Taller Julián Marchena y el Colectivo Octubre-Alfil 4. Poemas, cuentos y artículos suyos se encuentran dispersos en diarios y revistas de Costa Rica. Se dedicó a la docencia y laboró como profesor de Inglés en el Centro Cultural Costarricense-Norteamericano. 

## Obra
La obra de Alexánder Obando se ha convertido en punto de referencia de la literatura costarricense. Sus trabajos más destacados, hasta ahora dos novelas de gran formato, han influenciado a las nuevas generaciones. Asimismo, por su tono de ruptura, su estilo particular, donde se entrelazan la novela gótica y bizantina; los mitos grecolatinos y la ciencia ficción; así como la visión de los mass media y la cultura fragmentaria de la posmodernidad, ha sido cuestionado y criticado por ciertos estratos académicos conservadores. Esto último, se hace evidente, pues los textos de Obando muchas veces utilizan intertextos relacionados con personajes de la vida pública costarricense.
Sin embargo, la recepción de sus textos, entre escritores y sectores más abiertos de la crítica, ha sido amplia y positiva. Sobre El más violento paraíso, señala Adriano Corrales Arias:

...es una novela más que compleja. Construida con los hechos y desechos industriales del cine de ciencia ficción, los cuentos de terror, las guías turísticas, las drogas o «sustancias del sueño», el folletín rosa o el relato pronográfico, pero sin menospreciar la narración histórica, el grimorio y el mito antiguo, esta enorme novela pretende, de muchas maneras, ritualizar la violencia y el deseo en un mundo complejo que se devora a sí mismo ineluctablemente. (...) Este texto es probablemente el mayor esfuerzo narrativo de la contemporaneidad costarricense, para darnos una visión amplia de la fragmentación, la 
enajenación y la exclusión propias de nuestra época. Barroca en mucho, laberíntica siempre, excesiva a veces, esta novela puede parecenros inusitada en nuestro país, pero nos propone una lectura totalmente nueva tras la cual se agazapa un narrador bien dotado apostando a la sustancia dentro del griterío y vacío posmodernos.
(Corrales, 2005: 52)

Igualmente, en el 2001, año de publicación de esta novela, se auguraba una ruptura dentro de la tradición novelística. Rodrigo Soto plantea lo siguiente:
duda memorables. Decía Faulkner que la dimensión de un escritor se mide por la dimensión de sus fracasos, más que por la de sus éxitos. Si Faulkner tenía razón (y yo creo que la tiene), estamos ante la primera novela de un gran escritor. Veremos qué dice el tiempo, y qué dice Obando en su próximo trabajo.
 (Soto, 2001: 10)
Hasta el momento, la crítica parece ser unánime, al reconocer el trabajo de Obando como un nuevo hito dentro de las letras costarricenses y centroamericanas.

## Reconocimientos
- Premio Nacional Aquileo J. Echeverría de poesía 2010, por Ángeles para suicidas.

- Ganador del Certamen de Poesía Centroamericana Juan Ramón Molina auspiciado por el CSUCA (Consejo Superior de Universidades Centroamericanas), EDUCA y el Instituto Cultural Costarricense-Salvadoreño, 1991.

- Ganador de una beca taller para dirigir un colectivo de poesía en la ciudad de Barva, Heredia, Costa Rica, otorgada por el Ministerio de Cultura de su país, 1991.

## Publicaciones
Libros:
- El más violento paraíso (novela, San José: Ediciones Perro Azul, 2001; San José: Ediciones Lanzallamas, 2009)
- Canciones a la muerte de los niños (novela, San José: ECR, 2008)
- La gruta y el arcoíris. Antología de narrativa gay / lésbica costarricense (compilación y prólogo, San José: ECR, 2008)
- Ángeles para suicidas (poesía, San José: Arboleda Ediciones, 2010)
- Teoría del caos (cuento, San José: Ediciones Lanzallamas, 2012)

También, cuentos y poemas suyos aparecen en las siguientes antologías:
- Dejen al sol brillar. Antología de poemas ecologistas (San José: Asociación Ecologista Costarricense (AECO), 1992).
- Instrucciones para salir del cementerio marino. Antología del Taller de Literatura Activa Eunice Odio (1985-1993) (San José: Editorial El Quijote, 1995).
- Poesía de fin de siglo: Nicaragua-Costa Rica (San José: Ediciones Perro Azul, 2001).
- Cuentos del San José oculto (San José: Ediciones Andrómeda, 2002).
- Poesía erótica costarricense (San José: Ediciones Perro Azul, 2003).
- Puerta del Sol (vol. 39, n.º 2, Semi-annual journal of the English Department of New Mexico State University, Las Cruces, New Mexico, 2004).
- Lunadas poéticas. Poesía costarricense actual (San José: Ediciones Andrómeda, 2005).
- Melocotones sin almíbar. Relato erótico costarricense (San José: Editorial Lumbre, 2006).
- Tiempo de narrar. Cuento centroamericano contemporáneo (Ciudad de Guatemala: Editorial Piedra Santa, 2007).
- Sostener la palabra. Antología de la poesía costarricense contemporánea (San José: Arboleda Ediciones, 2007).
- Cuentos del San José oculto. Otra vuelta de tuerca (San José: Ediciones Andrómeda, 2007).
- Cuentos del paraíso desconocido (Cádiz, España: Algaida Editores, 2008).